# Mario Castro
Mario Castro Monterrey (La Paz 12 de septiembre de 1934-La Paz, 19 de diciembre de 2024) fue un periodista boliviano, reconocido como pionero y destacado profesional en la radiodifusión y la televisión boliviana,medios a los que se dedicó por más de siete décadas. La constante presencia de su característica voz y dicción se convirtieron más que en su sello personal, en un referente histórico de una etapa de la radiofonía boliviana.

## Biografía
Castro nació en la ciudad  de La Paz, realizó sus estudios en el Colegio Bolívar. Desde sus 17 años se relacionó con la radiodifusión y el periodismo realizando sus primeras incursiones en los medios en radio Libertad. Seis años después, en 1959, se había convertido en productor de diferentes programas radiales transmitidos en la ciudad de La Paz. El mismo año asumió la dirección de radio Altiplano, misma que ejerció durante seis años, hasta 1965. castro también publicó en periódicos como Presencia, Pulso y Página Siete.
En 1960 llegó a ser Presidente del Primer Congreso Nacional de Trabajadores de Radio e impulsó el establecimiento del Día del Radialista. Fue miembro del directorio y fideicomisario de la Cinemateca Boliviana.

### Radio Cristal
En 1976 estableció la Radio Cristal de la que fue director y propietario hasta 2013 en que la emisora cerró. La emisora se caracterizó por su defensa de la democracia así como su enfoque en la cultura, fue muy conocido su programa  Revista Cultural de los domingos en el que se entrevistaron a personalidades como Eduardo Galeano y Mario Vargas Llosa. 

### Radio Cumbre
Radio Cumbre fue una iniciativa privada caracterizada por enfocarse en la transmisión de música clásica, inició transmisiones en 1993 pero cerró tras 15 años de transmisiones.

### Vida personal
Castro estuvo casado con la directora de teatro y pionera de la televisión boliviana Mabel Rivera, fallecida en 2015.
Falleció en 2024 en su vivienda, a los 90 años de edad. Personalidades de la cultura y la vida pública como el expresidente Carlos Mesa y el alcalde de la ciudad de La Paz, Ivan Arias expresaron públicamente su pesar y su reconocimiento al trabajo pionero y constante de Castro.

## Obra
En 2013 publicó el libro Lo que el viento no se llevó, en el que se encuentras una gran cantidad de entrevistas realizadas durante su carrera a personalidades de la cultura y  la política local e internacional.

## Reconocimientos
- ‘Micrófono de Oro’ en 1973[14]
- Premio al Periodismo’ en 1989
- Medallas al ‘Mérito Cultural e Intelectual’ en 2004
- Premio Nacional de Periodismo, 2013[15]